# 九龙桥
九龙桥，位于中国广东省云浮市云浮市城区城西九龙桥村，为云浮市的一个市、县级文物保护单位，类型为古建筑，公布时间为1988年1月22日。
九龙桥的历史年代为明代。